# Marius Stankevičius
Marius Stankevičius, litovski nogometaš, * 15. julij 1981, Kaunas, Litva.
Stankevičius je nekdanji nogometni branilec in reprezentančni kapetan Litve. Doslej je igral za osem klubov v Litvi,Italiji in Španiji. 

### Reprezentančni goli
| #  | ČAS TEKME        | PRIZORIŠČE                                                   | NASPROTNIK           | GOL ZA... | KONČNI IZID | VRSTA TEKME                        |
| -- | ---------------- | ------------------------------------------------------------ | -------------------- | --------- | ----------- | ---------------------------------- |
| 1. | 30 marec 2005    | Stadion Asim Ferhatović Hase, Sarajevo, Bosna in Hercegovina | Bosna in Hercegovina | 1–1       | 1–1         | Kvalifikacije za SP 2006 v Nemčiji |
| 2. | 6 september 2008 | Gruia stadium, Cluj-Napoca, Romunija                         | Romunija             | 1–0       | 3–0         | Kvalifikacije za SP 2010 v JAR     |
| 3. | 10 oktober 2009  | Tivoli Neu, Innsbruck, Avstria                               | Avstrija             | 1–1       | 1–2         | Kvalifikacije za SP 2010 v JAR     |
| 4. | 14 oktober 2009  | Stadion Sūduva, Marijampolė, Litva                           | Srbija               | 2–1       | 2–1         | Kvalifikacije za SP 2010 v JAR     |
| 5. | 29 marec 2011    | Stadion S. Darius in S. Girėnas, Kaunas, Litva               | Španija              | 1–1       | 1–3         | Kvalifikacije za EP 2012           |

## Uspehi
- Pokal Litve:

Ekranas: 1998 in 2000
- Litovski Superpokal:

Ekranas:  1998
- Španski nogometni pokal:

Sevilla: : Španski pokalni zmagovalec  2010
- Italijanski nogometni pokal:

Lazio:  Pokalni prvak Italije 2013